# مایرتو
مایرتو (ترکی استانبولی: Çamlıbel) در ناحیه گیرنه کشور قبرس شمالی واقع شده‌است. جمعیت این شهر در سال ۲۰۰۶ میلادی ۱٫۰۳۷ نفر شمارش شده‌است.